# Innervillgraten
Innervillgraten ist eine Gemeinde mit 905 Einwohnern (Stand 1. Jänner 2025) und ein Weiler im Tiroler Bezirk Lienz in Österreich. Die Gemeinde liegt im Gerichtsbezirk Lienz.

## Geografie

### Lage
Innervillgraten liegt im hinteren Teil des vom Villgratenbach durchflossenen Villgratentals, das vom Pustertal abzweigt. Neben dem dörflichen Zentrum, das sich um die Pfarrkirche konzentriert, besteht die Gemeinde aus den Rotten Bachlet, Berglet, Gisser, Gutnigger, Haider, Hetzwald, Högge, Kalkstein (1639 m ü. A.), Klamperplatz, Lanser, Nolte, Schettlet, Stauder und Steinwand, den zerstreuten Häusern Ahornberg, Ebene, Eggeberg, Hochberg, Kesserberg und Lahnberg sowie mehreren Einzelhöfen. Die westliche und südliche Gemeindegrenze ist zugleich die Grenze zu Südtirol. Aufgrund seiner exponierten Lage (Durchbruch ins Pustertal) ist das Tal erst seit 1956 ganzjährig erreichbar.

### Nachbargemeinden
| Sankt Jakob in Defereggen | St. Veit in Defereggen                      |                 |
| Gsies (I)                 | Kompassrose, die auf Nachbargemeinden zeigt | Außervillgraten |
| Toblach (I)               | Innichen (I)                                | Sillian         |

## Geschichte
Villgraten wurde ersturkundlich 788 als alpis Ualgratta in einer (allerdings im 12. Jahrhundert gefälschten) Schenkungsurkunde Herzog Tassilos III. für Kloster Innichen erwähnt.; Das Tal wurde hauptsächlich als Weidegebiet genutzt. Die Besiedlung erfolgte vermutlich in der Mitte des 12. Jahrhunderts, als 1140 das Kloster Innichen dem Vogt Graf Arnold III. von Morit-Greifenstein einen Wald zur Rodung und Besiedlung übergab. Ab dem 13. Jahrhundert hatten auch die Grafen von Tirol Grundbesitz in der Region. Unabhängig von einigen wenigen Verleihurkunden sind sehr viele Urhöfe (Schwaighöfe) ab 1400 explizit nachweisbar, und zwar vor allem in Kalkstein, Hoch- und Lahnberg und Unterfelden in Außervillgraten. Hier hat wohl auch die Erstbesiedlung, also talauswärts, stattgefunden. Ebenso reicht die Almwirtschaft bis in früheste Zeit zurück, denn sie war notwendige Lebensgrundlage. Und so sind die Almrechte seit damals mit den Urhöfen verbunden. Ein besonderes Beispiel dafür ist das Arntal mit seinen Almdörfern (Oberstaller und Unterstaller Alm) sowie hoch über dem Eingang ins Arntal die Karmelisen-Alm.
Eine eigenständige Gemeinde wurde Innervillgraten im Jahr 1817. Im Dritten Reich wurden 1939 Inner- und Außervillgraten zur Gemeinde Villgraten zusammengeschlossen, zehn Jahre später jedoch wieder unabhängig.

## Bevölkerung

### Bevölkerungsstruktur
2012 lebten in der Gemeinde Innervillgraten 974 Menschen. Ende 2001 waren 99,1 Prozent der Bevölkerung österreichische Staatsbürger (Tirol: 90,6 Prozent), bis zum Jahresbeginn 2012 sank der Wert unbedeutend auf 98,8 Prozent. Zur römisch-katholischen Kirche bekannten sich 2001 98,9 Prozent der Einwohner (Tirol: 83,4 Prozent), keine Person hatte kein religiöses Bekenntnis.
Der Altersdurchschnitt der Gemeindebevölkerung lag 2001 weit unter dem Landesdurchschnitt. 22,4 Prozent der Einwohner von Innervillgraten waren jünger als 15 Jahre (Tirol: 18,4 Prozent), 57,0 Prozent zwischen 15 und 59 Jahre alt (Tirol: 63,0 Prozent). Der Anteil der Einwohner über 59 Jahre lag mit 20,6 Prozent leicht über dem Landesdurchschnitt von 18,6 Prozent. Der Altersdurchschnitt der Bevölkerung von Innervillgraten stieg in der Folge insbesondere in der mittleren Bevölkerungsgruppe, jedoch weit weniger stark als im Vergleich zu anderen Osttiroler Gemeinden. Der Anteil der unter 15-Jährigen stieg per 1. Jänner 2012 leicht auf 22,8 Prozent, während sich der Anteil der Menschen zwischen 15 und 59 Jahren auf 61,0 Prozent erhöhte. Der Anteil der über 59-Jährigen fiel stark auf 16,2 Prozent. Nach dem Familienstand waren 2001 58,0 Prozent der Einwohner von Innervillgraten ledig, 37,7 Prozent verheiratet, 4,0 Prozent verwitwet und 0,3 Prozent geschieden.

### Bevölkerungsentwicklung
Die Einwohnerentwicklung der Gemeinde Innervillgraten lag im späten 19. Jahrhundert unter dem durchschnittlichen Bevölkerungswachstum des Bezirks Lienz bzw. des Bundeslandes Tirol und entwickelte sich auch danach unterdurchschnittlich. Bereits zwischen 1869 und 1900 musste Innervillgraten eine Schrumpfung der Einwohnerzahl von 13 Prozent hinnehmen, wobei im Jahr 1900 mit 743 Einwohnern ein erstmaliger Tiefststand verzeichnet wurde. Danach stagnierte die Einwohnerzahl zunächst, um 1923 auf nur mehr 705 Personen, den bisherigen absoluten Tiefststand zu sinken. Danach stieg die Einwohnerzahl bis 1981 durchgehend, wobei die Gemeinde zwischen 1923 und 1934 am stärksten wuchs. Nach einem Rückgang der Bevölkerung in den 1990er Jahren stagniert die Bevölkerung. Innervillgraten leidet bereits seit Jahrzehnten unter einer stark negativen Wanderungsbilanz. Konnte diese in den 1970er Jahren noch durch eine stark positive Geburtenbilanz ausgeglichen werden, so wirkten sich danach eine wachsende negative Wanderungsbilanz und eine sich mehr als halbierende positive Geburtenbilanz stark negativ auf die Einwohnerzahl aus. In den 1990er Jahren reduzierte sich die negative Wanderungsbilanz, während sich der Geburtenüberschuss wieder erhöhte. Dadurch konnte die Einwohnerzahl praktisch gehalten werden. Seit 2002 verzeichnete die Gemeinde in jedem Jahr eine negative Wanderungsbilanz, während die Geburtenbilanz überwiegend positiv ausfiel. Diese war jedoch zuletzt zwischen 2009 und 2012 in drei von vier Jahren ebenfalls negativ.

## Kultur und Sehenswürdigkeiten

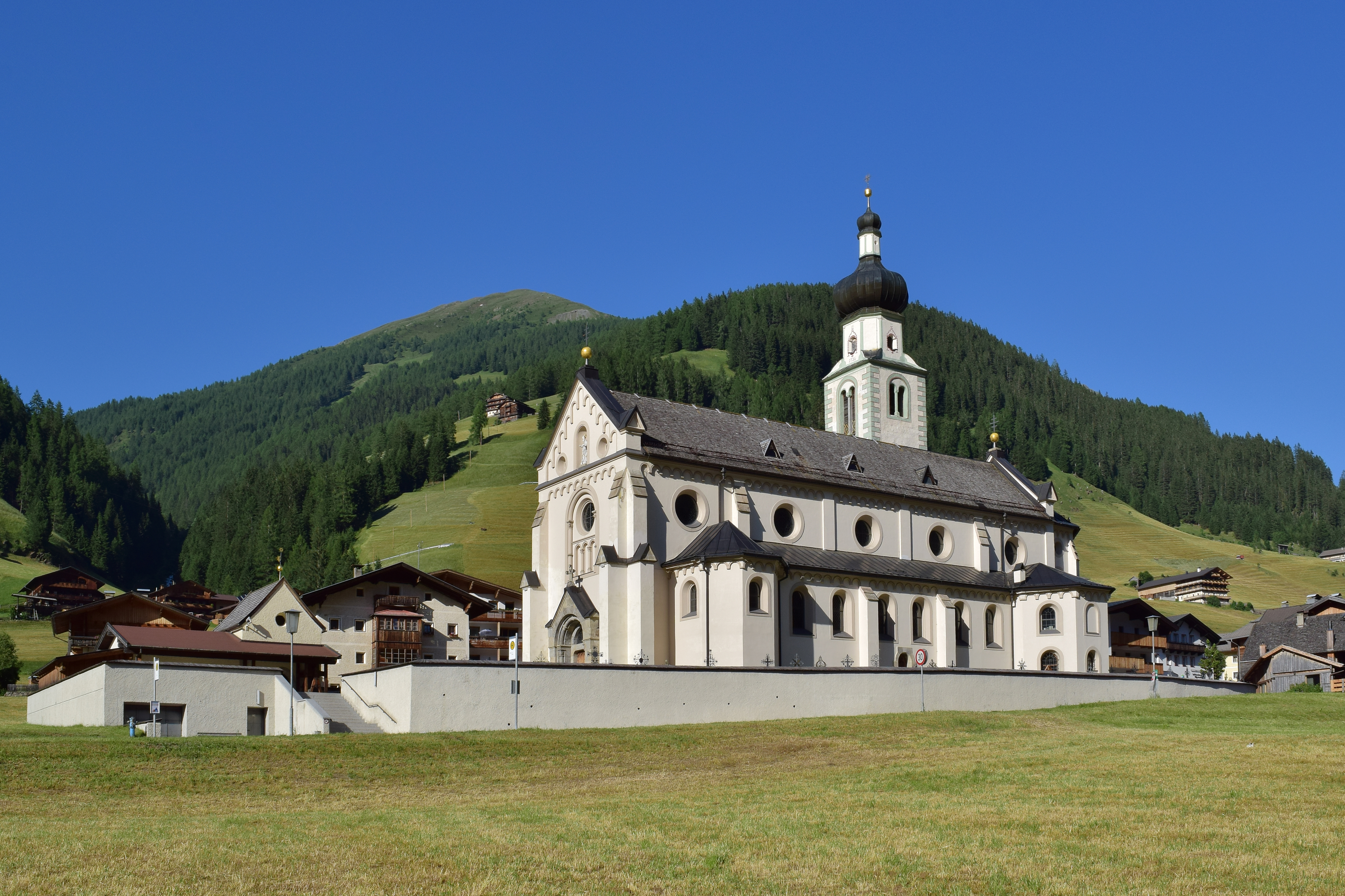
Pfarrkirche Innervillgraten

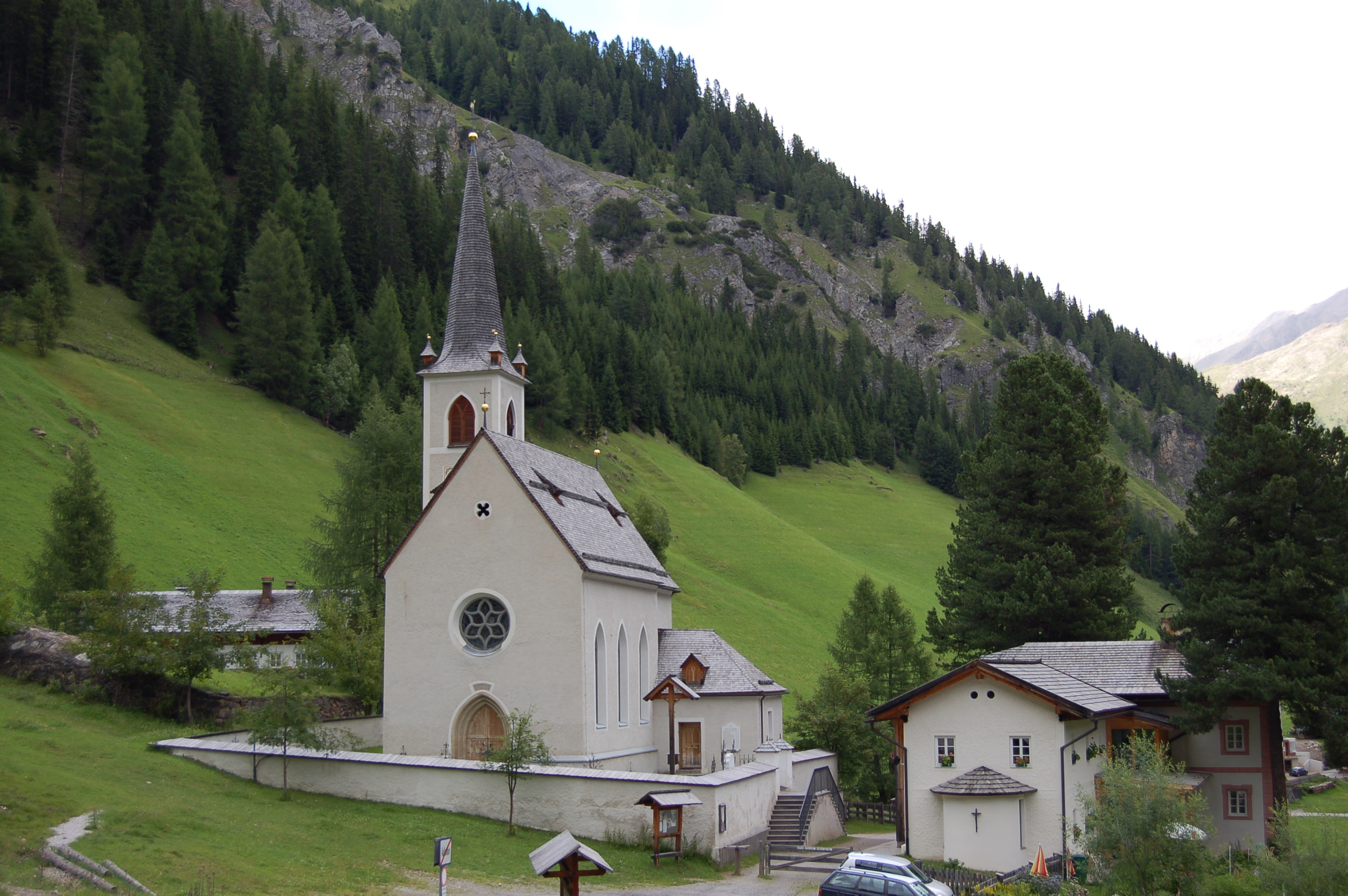
Expositurkirche Kalkstein

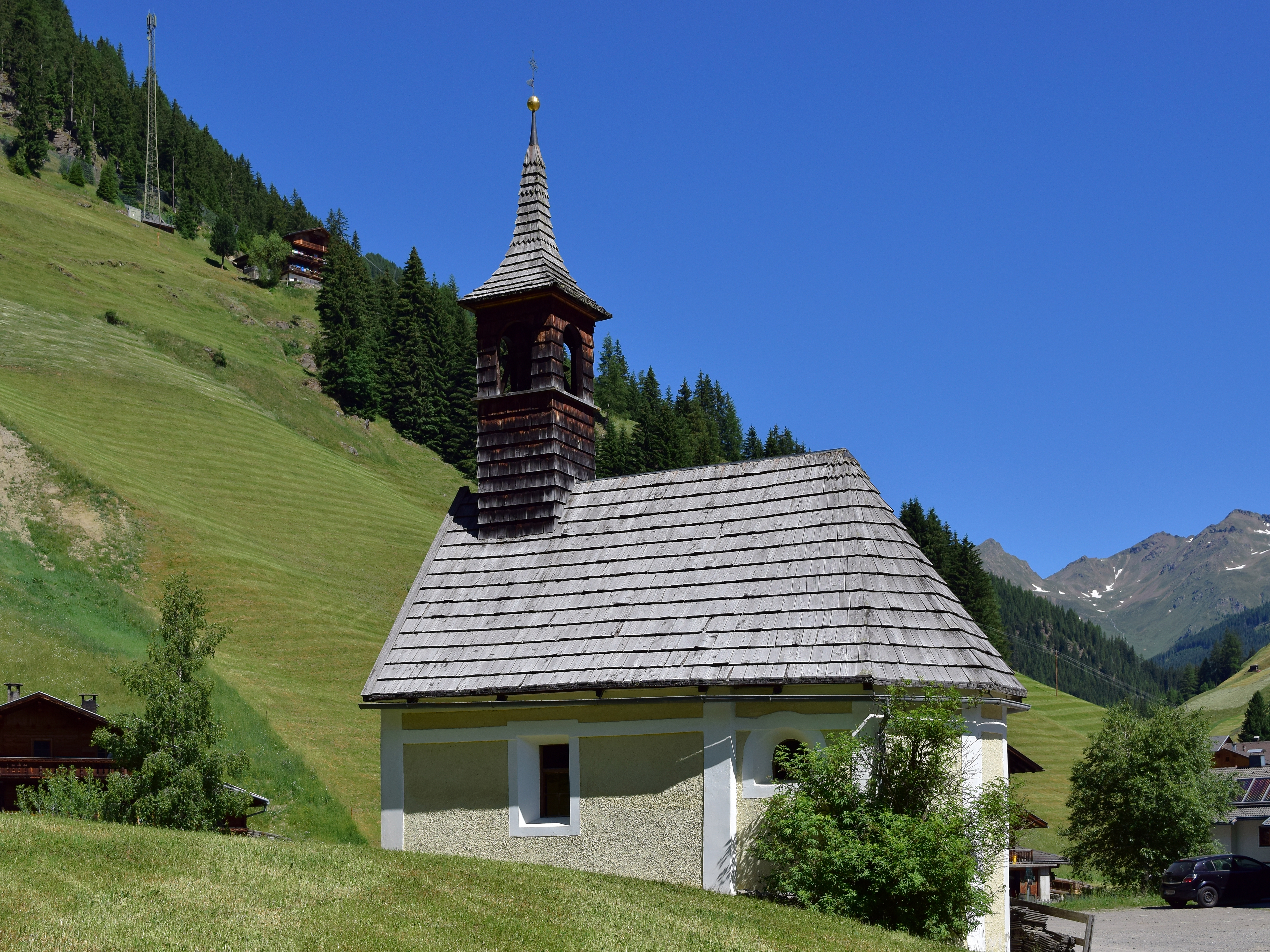
Maxerkapelle

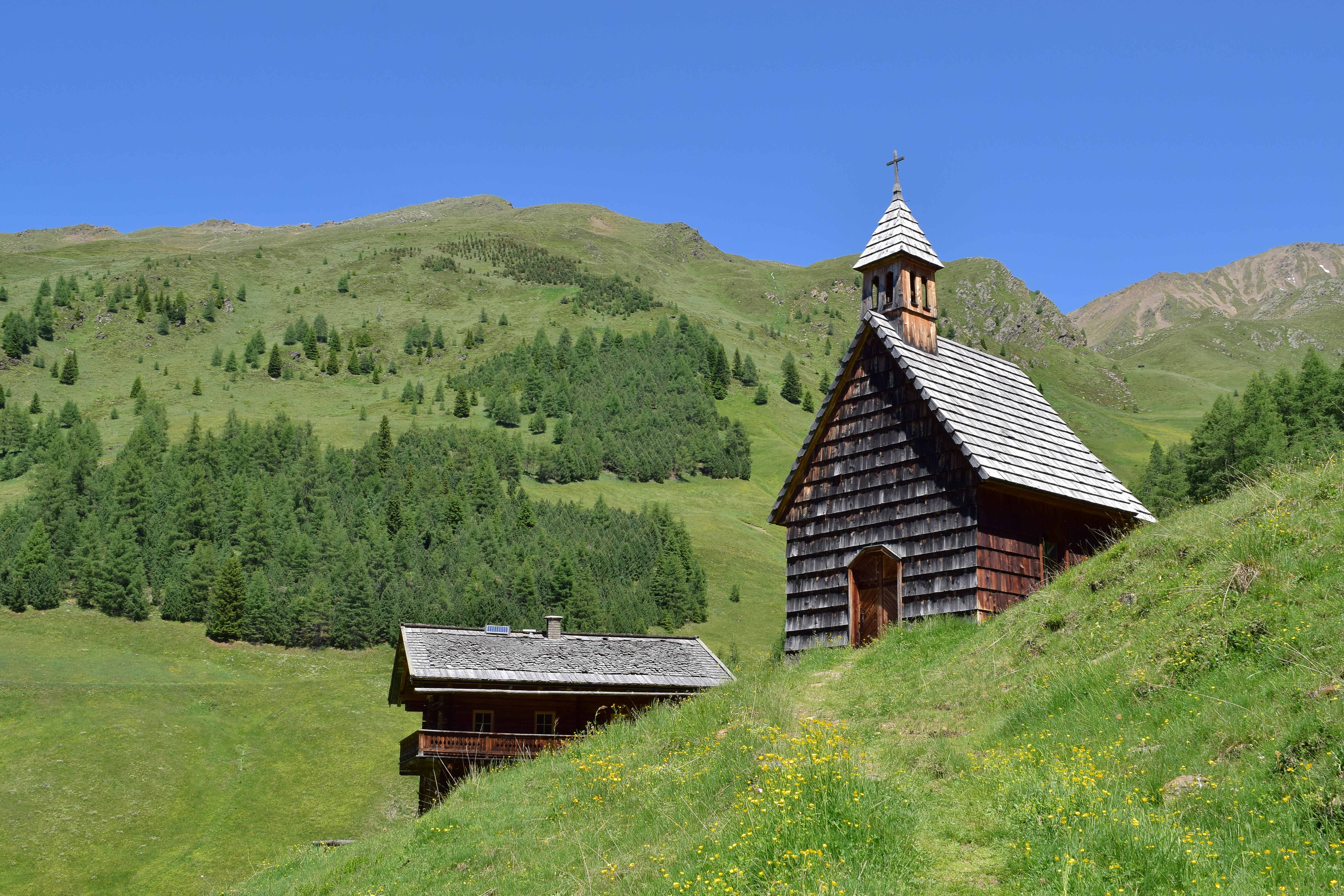
Fatimakapelle auf der Kamelisenalm

- Katholische Pfarrkirche Innervillgraten hl. Martin
- Katholische Expositurkirche Kalkstein Maria Schnee
- Maxerkapelle hl. Johannes Nepomuk
- Freilichtmuseum Wegelate Säge
- 2010 wurde das Sternsingen im Villgratental zum Immateriellen Welterbe, wie es die UNESCO deklariert, in der Österreichliste (Nationales Kulturgut) aufgenommen.[6]
- Die 1993 gegründete Musikgruppe Franui stammt aus Innervillgraten, der Name ist von einer Almwiese in Innervillgraten abgeleitet.

## Wirtschaft und Infrastruktur

### Arbeitsstätten und Beschäftigte
Die im Rahmen der Volkszählung durchgeführte Arbeitsstättenzählung ergab 2001 in Innervillgraten 30 Arbeitsstätten mit 119 Beschäftigten (ohne Landwirtschaft), wobei 79 Prozent unselbstständig Beschäftigte waren. Die Anzahl der Arbeitsstätten war dabei gegenüber dem Jahr 1991 um zwei Betriebe (plus 7 Prozent) gestiegen, die Anzahl der Beschäftigten um 16 Personen (plus 16 Prozent) gewachsen. Wichtigster Wirtschaftszweig war 2001 die Sachgütererzeugung mit acht Betrieben und 42 Beschäftigten (35 Prozent der Beschäftigten in Innervillgraten). Dahinter folgten das Beherbergungs- und Gaststättenwesen mit sieben Arbeitsstätten und 28 Beschäftigten und die Öffentliche Verwaltung bzw. Sozialversicherung sowie das Verkehrswesen mit je 10 Beschäftigten. 40 Prozent der in Außervillgraten Beschäftigten waren Arbeiter, 31 Prozent Angestellte oder Beamte und 22 Prozent Betriebsinhaber.
Von den 2010 in Innervillgraten lebenden 484 Erwerbspersonen waren 6,8 % arbeitslos. Von den 451 Erwerbstätigen waren 124 in der Sachgütererzeugung (27 Prozent), 105 in der Land- und Forstwirtschaft (33 Prozent) und 41 im Bauwesen (9 Prozent). Weitere wichtige Branchen waren der Handel mit 38 Beschäftigten (8 Prozent) und das Beherbergungs- und Gaststättenwesen mit 30 Beschäftigten (7 Prozent). Von den 443 Erwerbstätigen aus Innervillgraten (ohne temporär von der Arbeit abwesende Personen erwerbstätigen Einwohnern) gingen 2010 215 Personen in Innervillgraten ihrer Beschäftigung nach. 228 mussten zur Arbeit auspendeln. Von den Auspendlern hatten 82 Prozent ihre Arbeitsstätte im Bezirk Lienz, wichtigste Auspendlergemeinden waren dabei Sillian, Heinfels, Lienz und Abfaltersbach. benachbarten Ballungszentrum Lienz, weitere 21 Prozent pendelten nach Sillian, 17 Prozent in die Nachbargemeinde Heinfels. Weitere 12 bzw. 4 Prozent pendelten nach Nordtirol oder in ein anderes Bundesland, fünf der Einwohner mussten ins Ausland auspendeln. Im Gegenzug arbeiteten 2010 nur 27 Einpendler in Innervillgraten, die alle aus dem Bezirk stammten.

### Tourismus
Der Tourismus hat für die Gemeinde Innervillgraten insbesondere während der Sommersaison eine sehr wichtige Bedeutung. Die Tourismusintensität (Nächtigungen pro Einwohner) erreicht dabei im Sommer einen doppelt so hohen Wert wie im Bezirksdurchschnitt, im Winter kommt die Gemeinde immerhin noch auf eine Tourismusintensität, die dem Bezirksschnitt entspricht. Im Vergleich lagen jedoch zahlreiche Osttiroler Gemeinden bezüglich ihrer Nächtigungszahlen und der Tourismusintensität vor Innervillgraten. Innervillgraten konnte im Tourismusjahr 2011/12 rund 50.000 Übernachtungen zählen. Im Sommerhalbjahr 2012 verzeichnete Innvillgraten 33.944 Übernachtungen, im Winterhalbjahr 2011/12 16.593 Übernachtungen. Während die Gemeinde dabei gegenüber der Jahrtausendwende in der Sommersaison leichte Gewinne erzielte, konnte sie ihre Nächtigungszahlen in der Wintersaison um rund 50 % steigern. Gemeinsam mit Außervillgraten erhielt die Gemeinde 2008 die Auszeichnung als Bergsteigerdorf Villgratental und setzt insbesondere auf eine nahezu „unberührte“ Natur- bzw. Kulturlandschaft, die von Almdörfern und bergbäuerlichem Handwerk geprägt ist.  Im Sommer ist Innervillgraten ein Ziel für Wanderer und Mountainbikefahrer. In der Gemeinde bestehen mehrere Privatzimmervermieter und Ferienwohnungen sowie Gasthöfe und Pensionen, jedoch kein Hotel. Zahlreiche Almhütten werden im Sommer als spartanisch eingerichtete Ferienhäuser – ohne Strom und teilweise nur mit kaltem Fließwasser – vermietet. Die Gemeinde verfügt lediglich über einen kurzen Schlepplift und bewirbt im Winter vor allem Schitourengeher und Schneeschuhwanderer, die eine hohe Dichte an möglichen Touren vorfinden. Zudem bestehen im Winter eine Langlaufloipe und zwei Naturrodelbahnen. Vermarktet wird die Gemeinde wie alle Osttiroler Gemeinden über den Tourismusverband Osttirol, wobei Innervillgraten über die „Ferienregion Hochpustertal“ organisiert ist.

### Verkehr
Das Gemeindegebiet von Innervillgraten wird verkehrstechnisch von der Villgratenstraße (L 273) erschlossen, die in Heinfels im Pustertal von der Drautalstraße (B 100) abzweigt und über die Nachbargemeinde Außervillgraten in das Dorf Innervillgraten sowie weiter bis nach Kalkstein führt. An das überregionale, öffentliche Verkehrsnetz ist Innervillgraten durch die Postbuslinie 966 angeschlossen, die Innervillgraten über Panzendorf und Außervillgraten mit dem Bahnhof Sillian der Drautalbahn verbindet.

### Abwasserverband
Innervillgraten gehört dem Abwasserverband Oberes Pustertal an. Der Abwasserverband betreibt in Anras eine 1990 in Betrieb genommene Kläranlage die für acht Gemeinden die Abwässer reinigt und als Vorfluter die Drau nutzt. Die Kanalisierung der Gemeinde Innervillgraten war im Jahr 2002 noch nicht abgeschlossen. Insgesamt waren 2002 von den 238 abwasserproduzierenden Objekte 76 % an die Kanalisation und die Kläranlage angeschlossen. Zu diesem Zeitpunkt war der Verbandskanal Heinfels – Innervillgraten bereits in Betrieb und die Ortskanalisation für Kalkstein im Bau. Die Kanalisierung des Ortsteils Lahnberg befand sich im Bewilligungsverfahren. Der Abfall, der in der Gemeinde anfällt, wird über den Abfallwirtschaftsverband Osttirol (AWVO) entsorgt.

### Sicherheit und Gesundheitswesen
Die Freiwillige Feuerwehr Innervillgraten wurde am 7. Dezember 1901 gegründet und war in den umliegenden Futterhäusern im Dorfzentrum untergebracht. Erst nach dem Zweiten Weltkrieg wurde 1947 das „Spritzenhaus“ im alten Wirts-Futterhaus eingeweiht. Nach dem Abriss dieses Hauses im Jahr 1953 fanden die Gerätschaften im alten Jugendheim einen Platz, ab 1956 wurden die Geräte im heutigen Schulhaus untergebracht. Auch in Kalkstein wurde im Jahre 1970 ein kleines Feuerwehrhaus eingerichtet. Erst ab 1991 wurde mit dem Bau eines eigenen Feuerwehrhauses begonnen. Bezüglich des Gesundheitswesens ist Innervillgraten gemeinsam mit den Gemeinden Außervillgraten, Heinfels, Sillian, Strassen, Kartitsch, Obertilliach und Untertilliach im Sozialsprengel Osttiroler Oberland organisiert. Im Gesundheitssprengel werden beispielsweise Gesundheitsleistungen wie Alten- und Pflegehilfe, Heim- und Haushaltshilfe, Palliativpflege und Familienhilfe organisiert. Der nächste praktische Arzt befindet sich in Sillian, das nächstgelegene Krankenhaus in Lienz. Auch die nächstgelegene Polizeistation hat ihren Sitz in Sillian.

## Politik

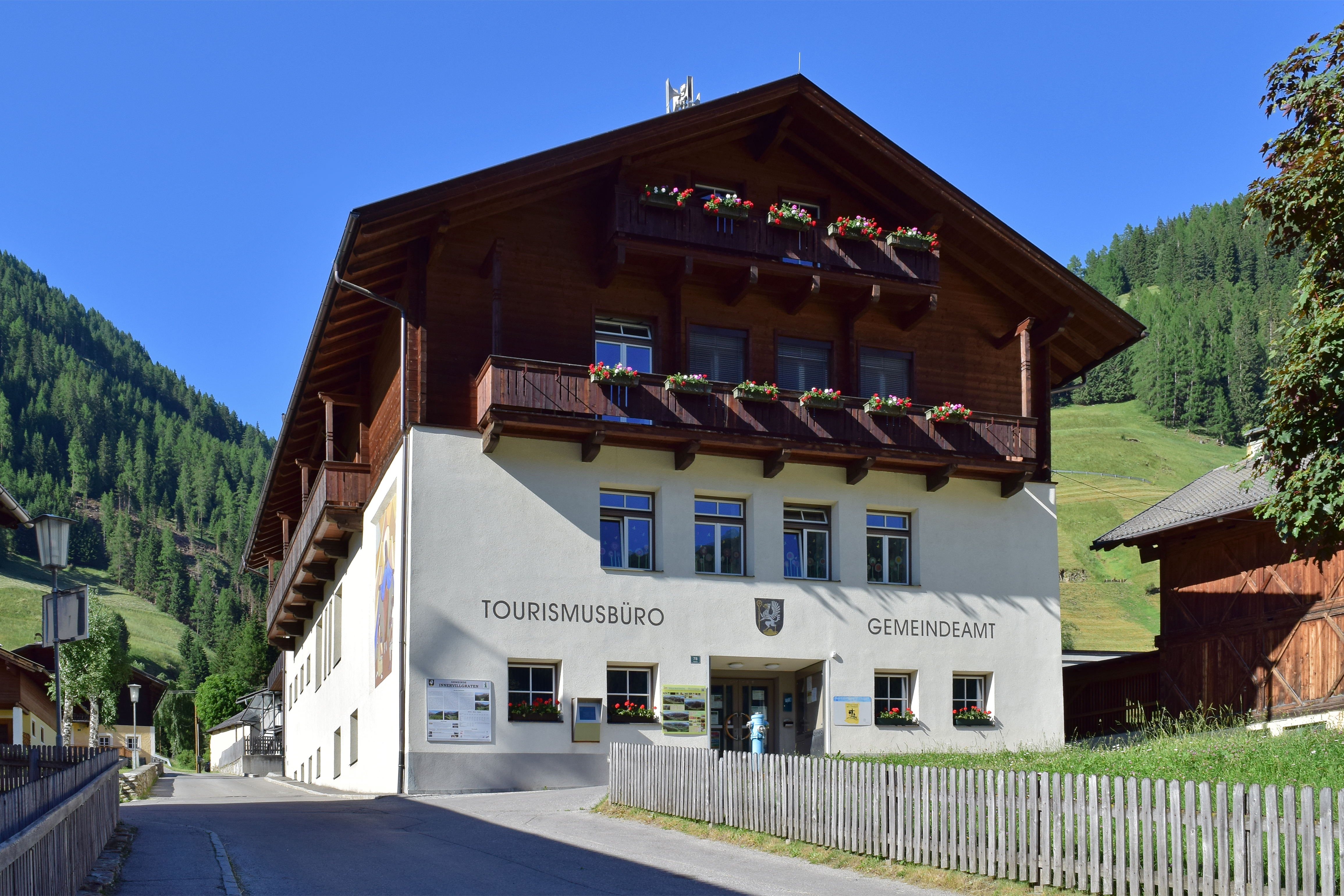
Gemeindeamt und Tourismusbüro in Innervillgraten

### Gemeinderat
Der Gemeinderat hat 11 Mitglieder.
- Nach den Gemeinderats- und Bürgermeisterwahlen in Tirol 1998 hatte der Gemeinderat folgende Verteilung: 8 ÖVP-Gemeinschaftsliste und 3 Die Liste für Gewerbe, Tourismus und Landwirtschaft.[17]
- Nach den Gemeinderats- und Bürgermeisterwahlen in Tirol 2004 hatte der Gemeinderat folgende Verteilung: 8 ÖVP-Gemeinschaftsliste und 3 Die Liste für Gewerbe, Tourismus und Landwirtschaft.[18]
- Nach den Gemeinderats- und Bürgermeisterwahlen in Tirol 2010 hatte der Gemeinderat folgende Verteilung: 7 ÖVP-Gemeinschaftsliste, 3 Liste für Gewerbe, Tourismus und Landwirtschaft und 1 Bürgerliste Innervillgraten.[19]
- Nach den Gemeinderats- und Bürgermeisterwahlen in Tirol 2016 hatte der Gemeinderat folgende Verteilung: 7 ÖVP-Gemeinschaftsliste und 4 Für Innervillgraten.[20]
- Nach den Gemeinderats- und Bürgermeisterwahlen in Tirol 2022 hat der Gemeinderat folgende Verteilung: 8 Für Innervillgraten und 3 ÖVP-Gemeinschaftsliste.[21]

### Bürgermeister
- 1996–2022 Josef Lusser (ÖVP-Gemeinschaftsliste)
- seit 2022 Andreas Schett (Für Innervillgraten)[22]

### Wappen
Die Gemeinde führt seit 1967 folgendes Wappen: In Schwarz auf goldenem Dreiberg einen aufgerichteten, golden bewehrten silbernen Greif, einen goldenen Krummstab haltend.

## Persönlichkeiten

### Ehrenbürger der Gemeinde
- 2024 Josef Mair, Dekan[24]
- 2024 Josef Lusser, Altbürgermeister[24]

### Söhne und Töchter der Gemeinde
- Karl Fürhapter (1802–1883), Bildschnitzer
- Pius Walder (1952–1982), Holzfäller und Wilderer
- Josef Schett (* 1960), Politiker